# حسني غراب
حسني غراب (1899 - 1950) هو شاعر سوري مهجري في البرازيل وأحد مؤسسي العصبة الأندلسية. وعاش في سوريا والبرازيل. يتميز شعره بنزعة قومية تحتفي باللغة العربية فقد كان عروبيا ودعم قضية فلسطين. نشرت قصائده في مجلة العصبة الأندلسية وفي مجلة «الشرق» لموسى كريّم. 

## النشأة والمسيرة
ولد حسني رشيد جرجس غراب في حمص بسوريا. ودرس المرحلة الابتدائية في المدرسة الإنجيلية بحمص والمرحلة الإعدادية والثانوية في المدرسة الأمريكية في طرابلس بلبنان التي تخرج منها في 1914. فاشتغل معلما في حمص من 1915 إلى نهاية الحرب العالمية الأولى ثم عمل موظفا في إدارة أملاك الدولة ثم هاجر إلى البرازيل في 1920 وأصبح تاجرا فيها. أسس في 1933 صحبة شعراء آخرين العصبة الأندلسية وهي جمعية أدبية تهتم بالأدب العربي في البرازيل. ونشر قصائده في مجلة «العصبة» التابعة لرابطة العصبة الأندلسية ومجلة «الشرق» التابعة لموسى كريّم. ونشرت كتب تناولت سير أدباء المهجر قصائده الأخرى. كان شعره ذا نزعة قومية وتغنى باللغة العربية وكان عروبيا وساند قضية فلسطين. وحصل على جوائز منها وسام «روي بربوزا» من محفل الشرق البرازيلي ووسام الاستحقاق السوري من الدرجة الأولى وسمي شارع بإسمه في بلدية حمص. وتوفي في سان باولو في 1950.

## الجوائز والتكريم
- وسام «روي بربوزا»، محفل الشرق البرازيلي
- وسام الاستحقاق السوري من الدرجة الأولى، سوريا
- تسمية «شارع حسني غراب»، بلدية حمص

## وصلات خارجية
- غراب في معجم البابطين لشعراء العربية في القرنين التاسع عشر والعشرين

## بيبليوغرافيا
- جورج صيدح: أدبنا وأدباؤنا في المهاجر الأمريكية، دار العلم للملايين - بيروت 1956.
- عيسى الناعوري: أدب المهجر، دار المعارف - القاهرة 1977